# Pyry Kärkkäinen
Pyry Kärkkäinen (Kiuruvesi, 10 novembre 1986) è un calciatore finlandese, difensore del PPJ.

## Carriera

### Club
Ha giocato nella prima divisione finlandese.

### Nazionale
Ha partecipato ai campionati europei Under-21 nel 2009.

## Palmarès

### Club

#### Competizioni nazionali
- Coppa di Lega finlandese: 1

Lahti: 2016